# Seznam vlajek ukrajinských oblastí

Ukrajinská vlajka
Poměr stran: 2:3

Ukrajina se podle nejvyšších samosprávných jednotek dělí na 27 subjektů – 24 oblastí, jedinou autonomní republiku a 2 města se zvláštním statusem (Kyjev a Sevastopol). Každý ze subjektů užívá svou vlastní vlajku i znak.

## Aktuální situace
Po anexi Krymu Ruskem v roce 2014 je však Autonomní republika Krym de facto Republikou Krym, jednou z (mezinárodně neuznaných) autonomních republik Ruské federace, a město Sevastopol je de facto ruským federálním městem. Vlajky těchto subjektů se však po anexi nezměnily.
Některé oblasti vyhlásily v roce 2014 vlastní stát (viz vlajka Doněcké lidové republiky a vlajka Luhanské lidové republiky). Po ruské invazi na Ukrajinu v roce 2022 jsou některé oblasti, nebo jejich části, pod kontrolou ruských vojsk, situace je však složitá.
Všechny vlajky jsou v poměru stran 2:3 mimo poměru 1:2 u vlajky Krymu a 5:7 u vlajky Volyňské oblasti.

## Vlajková mapa Ukrajiny

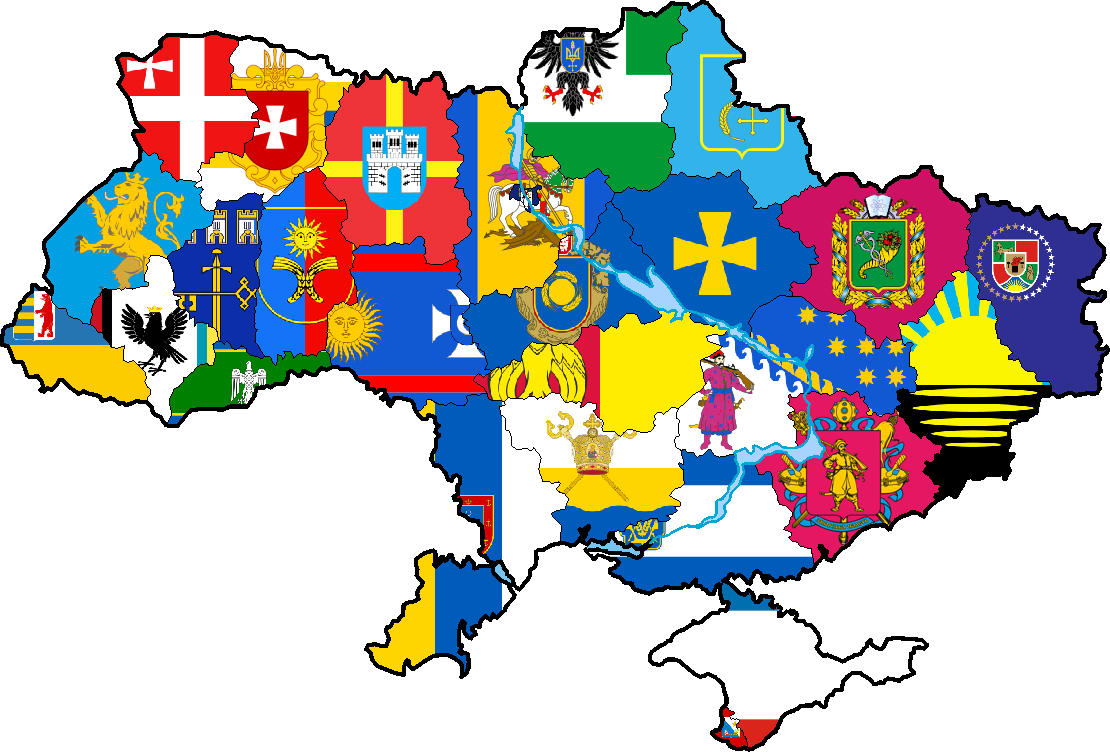

## Oblasti
Vlajky oblastí na Ukrajině:
| Umístění | Vlajka | Územní celek/ článek o vlajce                         |
| -------- | ------ | ----------------------------------------------------- |
|          |        | Čerkaská oblast Vlajka Čerkaské oblasti               |
|          |        | Černihivská oblast Vlajka Černihivské oblasti         |
|          |        | Černovická oblast Vlajka Černovické oblasti           |
|          |        | Dněpropetrovská oblast Vlajka Dněpropetrovské oblasti |
|          |        | Doněcká oblast Vlajka Doněcké oblasti                 |
|          |        | Charkovská oblast Vlajka Charkovské oblasti           |
|          |        | Chersonská oblast Vlajka Chersonské oblasti           |
|          |        | Chmelnycká oblast Vlajka Chmelnycké oblasti           |
|          |        | Ivanofrankivská oblast Vlajka Ivanofrankivské oblasti |
|          |        | Kirovohradská oblast Vlajka Kirovohradské oblasti     |
|          |        | Kyjevská oblast Vlajka Kyjevské oblasti               |
|          |        | Luhanská oblast Vlajka Luhanské oblasti               |
|          |        | Lvovská oblast Vlajka Lvovské oblasti                 |
|          |        | Mykolajivská oblast Vlajka Mykolajivské oblasti       |
|          |        | Oděská oblast Vlajka Oděské oblasti                   |
|          |        | Poltavská oblast Vlajka Poltavské oblasti             |
|          |        | Rovenská oblast Vlajka Rovenské oblasti               |
|          |        | Sumská oblast Vlajka Sumské oblasti                   |
|          |        | Ternopilská oblast Vlajka Ternopilské oblasti         |
|          |        | Vinnycká oblast Vlajka Vinnycké oblasti               |
|          |        | Volyňská oblast Vlajka Volyňské oblasti               |
|          |        | Zakarpatská oblast Vlajka Zakarpatské oblasti         |
|          |        | Záporožská oblast Vlajka Záporožské oblasti           |
|          |        | Žytomyrská oblast Vlajka Žytomyrské oblasti           |

## Autonomní republiky
Vlajka Autonomní republiky Krym:
| Umístění | Vlajka | Územní celek/ článek o vlajce           |
| -------- | ------ | --------------------------------------- |
|          |        | Autonomní republika Krym Krymská vlajka |

## Města se zvláštním statusem
Vlajky měst se zvláštním statusem na Ukrajině:
| Umístění | Vlajka | Územní celek/ článek o vlajce |
| -------- | ------ | ----------------------------- |
|          |        | Kyjev Vlajka Kyjeva           |
|          |        | Sevastopol Vlajka Sevastopolu |